# Kazachse voetbalbeker 1999/00
1999-2000 was het achtste seizoen van de Beker van Kazachstan. De 16 deelnemende ploegen streden van 11 mei 1999 t/m 6 juli 2000 in een knock-outsysteem. Alle rondes (behalve de finale) bestonden uit een heen- en een terugwedstrijd.

## Achtste finale
De wedstrijden werden gespeeld op 11 mei & 1 juni 1999.
| Thuisclub                     | Uitslag | Uitslag | Uitclub               |
| ----------------------------- | ------- | ------- | --------------------- |
| AES-Elimay FK Semey           | 2-1     | 0-3     | Sïntez FK Şımkent     |
| Aksess-Esil FK Petropavl      | 0-0     | 1-0     | Jenïs FK Astana       |
| Batır FK Ekibastuz            | 1       |         | CSKA-Qayrat FK Almatı |
| Ertis-Bastaw FK Pavlodar      | 3-0     | 2-2     | Aqmola FK Stepnogor   |
| Qaysar-Hurricane FK Qızılorda | 2-0     | 4-3     | Jiger FK Şımkent      |
| Şaxter-Ïspat-Karmet FK        | 0-0     | 0-2     | SOPFK Qayrat Almatı   |
| Taraz FK                      | 1-0     | 2       | Tobıl FK Qostanay     |
| Vostok-Altın FK Öskemen       | 4-1     | 0-0     | Jetisu FK Taldıqorğan |

1 CSKA-Qayrat FK Almatı trok zich terug.
2 Taraz FK trok zich terug.

## Kwartfinale
De wedstrijden werden gespeeld op 1, 7 oktober, 1, 5 november 1999, 4 & 17 mei 2000.
| Thuisclub               | Uitslag | Uitslag | Uitclub                           |
| ----------------------- | ------- | ------- | --------------------------------- |
| SOPFK Qayrat Almatı     | 3-0     | 1-2     | Qaysar-Hurricane FK Qızılorda     |
| Tobıl FK Qostanay       | 0-1     | 1-2     | Aksess-GoldenGreyn FK Petropavl 5 |
| Tomïrïs FK Şımkent 3    | 1-2     | 1-0     | Ertis FK Pavlodar 4               |
| Vostok-Altın FK Öskemen | 3-1     | 0-1     | Batır FK Ekibastuz                |

3 Sïntez FK Şımkent heet m.i.v. 2000 Tomïrïs FK Şımkent.
5 Aksess-Esil FK Petropavl heet m.i.v. 2000 Aksess-GoldenGreyn FK Petropavl.
4 Ertis-Bastaw FK Pavlodar heet m.i.v. 2000 Ertis FK Pavlodar.

## Halve finale
De wedstrijden werden gespeeld op 30, 31 mei & 22 juni 2000.
| Thuisclub               | Uitslag | Uitslag | Uitclub                         |
| ----------------------- | ------- | ------- | ------------------------------- |
| Ertis FK Pavlodar       | 3-0     | 0-6     | Aksess-GoldenGreyn FK Petropavl |
| Vostok-Altın FK Öskemen | 2-2     | 0-4     | SOPFK Qayrat Almatı             |

## Finale
|             |                                                           |       |                                 | |
| 6 juli 2000 | SOPFK Qayrat Almatı                                       | 5 - 0 | Aksess-GoldenGreyn FK Petropavl | Qajımuqan Muñaytpasov Atındağı Stadïon, Astana Toeschouwers: 7.500 Scheidsrechter: A. Borïsov (Semey) |
| 6 juli 2000 | Ivanov 11' Lïtvïnenko 20', 90' Xamïdullov 63' Tarasov 69' | KFF   |                                 | Qajımuqan Muñaytpasov Atındağı Stadïon, Astana Toeschouwers: 7.500 Scheidsrechter: A. Borïsov (Semey) |